# مارکو اسپورتیلو
مارکو اسپورتیلو (ایتالیایی: Marco Sportiello؛ زادهٔ ۱۰ مهٔ ۱۹۹۲) بازیکن فوتبال اهل ایتالیا است که برای باشگاه آ.ث. میلان بازی می‌کند.